# Achiel Heyman
Achiel Heyman (Tielrode, 30 maart 1888 - aldaar, 7 juni 1975) was een Belgische ondernemer en politicus.

## Levensloop
Heyman, een gewezen medewerker van Frans Boel stichtte in 1928 met enkele werknemers van de Boelwerf, de NV De Durme. Deze scheepswerf was gespecialiseerd in het bouwen en herstellen van binnenschepen. Hij was daarnaast ook actief in de gemeentepolitiek in Tielrode. Hij zetelde er in de gemeenteraad en was er tussen 1947 en 1970 burgemeester.
In Tielrode is de Achiel Heymanstraat naar hem vernoemd.